# Drymonia psilocalyx
Drymonia psilocalyx är en tvåhjärtbladig växtart som beskrevs av Leeuwenb.. Drymonia psilocalyx ingår i släktet Drymonia och familjen Gesneriaceae. Inga underarter finns listade i Catalogue of Life.